# Platystigma astictum
Platystigma astictum – gatunek ważki z rodziny łątkowatych (Coenagrionidae). Występuje we wschodniej Ameryce Południowej – na terenie brazylijskich stanów Minas Gerais, Rio de Janeiro, São Paulo i Parana.